# Паравенто (Пезаро и Урбино)
Паравенто је насеље у Италији у округу Пезаро и Урбино, региону Марке.
Према процени из 2011. у насељу је живело 62 становника. Насеље се налази на надморској висини од 446 м.